# Adoretus aculeatus
Adoretus aculeatus är en skalbaggsart som beskrevs av Ohaus 1912. Adoretus aculeatus ingår i släktet Adoretus och familjen Rutelidae. Inga underarter finns listade i Catalogue of Life.